# SARDU
SARDU (Shardana Antivirus Rescue Disk Utility; Español: Shardana -Disco de utilidad para rescate y antivirus)  es un software creado por Davide Costa, para Windows y Linux que permite la creación de unidades USB de arranque, DVDs de arranque, utilidades de rescate, antivirus, sistemas arrancables de tipo Live CD de sistemas Linux, Windows PE; programas de instalación de Windows, previa creación de un archivo ISO. 
Dicho software crea el medio y puede ser iniciado desde la configuración de BIOS y UEFI. Posee la ventaja de tener varios sistemas operativos preinstalados en un solo USB o DVD, o tener varios instaladores de Windows (Windows XP, 7, 8, 10) con tan solo seleccionarlo en el menú.
SARDU también permite la descarga directa de archivos ISO (.iso) desde los servidores de cada sistema operativo GNU/Linux y no Linux. También posee software en Modo DOS, como utilidades de rescate, antivirus, interfaz DOS y otras.

## Requisitos
- Sistema operativo: GNU/Linux, Microsoft Windows 2000, XP, 7, 8 o 10. Si se va a utilizar sistema de 64bits, seleccionar la versión SARDU de 64 bits.
- Unidad de CD/DVD para copiar archivos de CD y creación de archivo ISO.
- Conexión a internet para bajar los archivos iso directamente.

## Información
- Página Web Oficial de SARDU

- Datos: Q15972486